# Идальго-дель-Парраль
Ида́льго-дель-Парра́ль (исп. Hidalgo del Parral) — город в Мексике, штат Чиуауа, входит в состав одноимённого муниципалитета и является его административным центром. Численность населения, по данным переписи 2010 года, составила 104 836 человека.

## История
Поселение было основано в 1631 году как рабочий посёлок при серебряном руднике Сан-Хосе-дель-Парраль и заимствовало его название, San José в честь покровителя Святого Хосе, а Parral — это шпалера для виноградника, который в диком виде рос в этих местах. Парраль был оживленным центром добычи серебра на протяжении 340 лет. В 1640 году он был объявлен испанским королем Филиппом IV «Серебряной столицей мира». 
В 1825 году поселению был присвоен статус вилья, а 20 августа 1833 года получает статус города и изменяет название на Идальго-дель-Парраль, в честь революционного вождя и борца за независимость Мексики Мигеля Идальго.
20 июля 1923 года один из повстанческих вождей времен Мексиканской революции Панчо Вилья, живший недалеко от Парраля не своём ранчо, был убит в своём автомобиле во время посещения города.
После окончания бума добычи серебра в начале 1930-х годов Парраль был почти полностью заброшен, хотя в окружающем районе продолжали добывать серебро и цветные металлы. В настоящее время Парраль является городом среднего размера в штате Чиуауа, в основном занимающимся торговлей, и важным региональным центром торговли между южными регионами Чиуауа и северным Дуранго. Его сложная сеть улиц и переулков является отличительной чертой города, помогая сохранить его колониальный стиль.